# Sofia av Preussen
Sofia av Preussen (Sophie Dorothea Ulrike Alice), född 14 juni 1870 i Potsdam, död 13 januari 1932 i Frankfurt am Main, var drottning av Grekland 1913–1917 och 1920–1922 som gift med Konstantin I av Grekland.

## Familj
Sofia föddes 1870 i Potsdam som dotter till den dåvarande kronprins Friedrich av Preussen och prinsessan Viktoria av Storbritannien, äldsta dotter till drottning Viktoria I av Storbritannien och prinsgemålen Albert av Sachsen-Coburg-Gotha. Hon var syster till Vilhelm II av Tyskland.

## Kronprinsessa
Sofia gifte sig den 27 oktober 1889 med kronprins Konstantin av Grekland i Aten i Grekland. Paret hade träffats i Storbritannien och blivit förälskade, och äktenskapet hade mött motstånd i båda familjer av religiösa skäl, då Sofia var lutheran och Konstantin ortodox.
Bröllopet skedde i Grekland och blev den första stora kungliga händelse i Grekland som samlade Europas kungahus. Det var mycket populärt i Grekland, där en legend förutsade att den dag ett kungapar vid namn Konstantin och Sofia satt på tronen skulle grekerna återfå Konstantinopel med Hagia Sofia, men det var impopulärt i övriga Europa, där man trodde att familjeförbindelsen skulle få Grekland att ansluta sig till en allians med Tyskland.
Paret var i början mycket lyckligt och fick en bostad på Tatoi, där de levde relativt enkelt, och Sofia besökte ofta Storbritannien. År 1891 konverterade hon till den ortodoxa tron, vilket orsakade en svår konflikt och brytning med hennes bror och svägerska, Vilhelm II av Tyskland med gemål. Makarnas förhållande försämrades genom Konstantins otrohet och bedöms ha avslutats 1912; Konstantin hade då ett fast förhållande med Paola Ostheim.
Sofia engagerade sig för sjukhus, barnhem och utbildning och återplantering av träd efter de ofta förekommande bränderna, grundade landets första djurskyddsförening och en kvinnoförening för omhändertagande av de grekiska flyktingarna från Turkiet (1896) och var under trettiodagarskriget 1897 så aktiv inom sjukvård att hon blev internationellt beundrad och mottog en medalj av Storbritannien. 
Hon fick dock bära skulden för de hårda krav hennes bror kejsaren ställde på Grekland vid krigsslutet, och paret bodde därför 1898–1899 i Tyskland, där hon utnämndes till hedersbefäl för tyska armén.
Efter kriget 1908 fick maken bära skulden för Greklands förlust, vilket ledde till att familjen 1909–1910 levde utomlands, medan den grekiska militären diskuterade förslaget att utesluta maken från tronföljden och i stället insätta deras son som monark med Sofia som eventuell regent eller att rentav införa republik. Under Balkankriget 1912 organiserade Sofia, hennes svärmor och hennes svägerskor Helena Vladimirovna av Ryssland, Alice av Battenberg och Marie Bonaparte sjukvården och flyktingmottagandet och besökte även krigsskådeplatser.

## Drottning
Sofia blev drottning då Konstantin besteg tronen 1913 efter attentatet på hans far. Vid slutet på balkankrigen gavs Sofia förtjänsten av Greklands landvinningar. Under första världskriget anklagades hon felaktigt för att vara protysk eftersom hon var syster till Kaiser Wilhelm. Grekland hade förklarat sig neutralt, men många stödde ett deltagande för att kunna vinna territorium i Turkiet. Kungahuset kom då i konflikt med regeringen, som förespråkade ett deltagande. Då maken blev svårt sjuk 1915 ryktades han ha blivit knivhuggen av Sofia då han vägrade ansluta Grekland till Tyskland på hennes önskan. Precis som sin mor var hon dock i själva verket passionerat probrittisk.
Då makarna bodde på Tatoi 1916 bröt en mystisk eldsvåda ut som förstörde stora delar av palatset och mycket av skogen omkring det. Sofia sägs ha tagit tag i sitt yngsta barn, Katharina och sprang flera kilometer med henne i sina armar. Elden varade i 48 timmar och misstänktes vara mordbrand. Paret lämnade Grekland 11 juni 1917, efter att Konstantin tvingats abdikera till förmån för sin son Alexander på grund av sin tyskvänliga neutralitetspolitik under första världskriget, och de gick i exil i Schweiz. Makarna återkallades till tronen kort efter sonen Alexanders död av ett infekterat apbett år 1920. Hennes make tvingades att abdikera en andra gång efter nederlaget i kriget mot Turkiet 1922 och dog året därpå.
Under hennes sista år diagnosticerades Sofia med cancer och hon avled i Frankfurt am Main i Tyskland år 1932. När monarkin återinfördes i Grekland blev Sofias kvarlevor återbegravda 1936 på den kungliga begravningsplatsen på Tatoi bredvid Konstantins.

## Barn
- Georg II av Grekland (1890–1947) gift med Elisabeth av Rumänien
- Alexander I av Grekland (1893–1920) gift med Aspasia Manos
- Prinsessan Helena av Grekland (1896–1982), gift med Carol II av Rumänien
- Paul I av Grekland (1901–1964) gift med Frederika av Hannover
- Irene av Grekland (1904–1974), gift med prins Aimone av Savojen, 4:e hertig av Aosta
- Katharina av Grekland (1913-2007), gift med sir Richard Brandram.

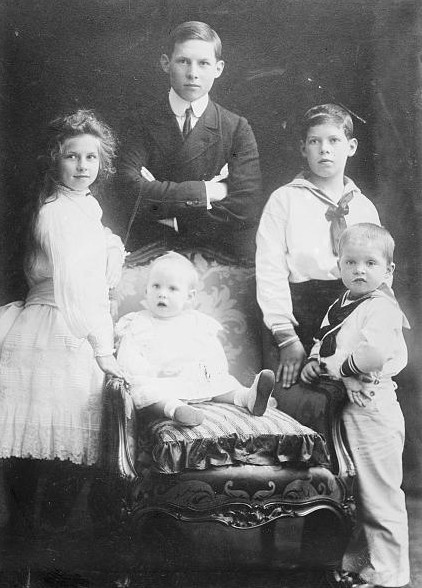
Grekiska kungabarnen 1905